# Рюджин
Рюджин в японската митология е богът-дракон на моретата, обитаващ подводен, богато украсен дворец, изграден от червен и бял корал.
Дворецът разполага със снежна зимна зала, пролетна зала с цъфтящи черешови дървета, лятна зала с пеещи щурци и есенна зала с пъстри кленове. За човешкото същество един ден, прекаран вподземния дворец на Рюджин се равнява на 100 земни години. Морските костенурки, рибите и медузите са верни слуги на дракона Рюджин, който контролира приливите с магически морски скъпоценности. Хората трябва да се приближават към Рюджин с голяма предпазливост, тъй като никой смъртен не е в състояние да оцелее от гледката на цялото тяло на дракона. Когато е гневен, Рюджин предизвиква морски бури.